# NGC 6326
NGC 6326 је планетарна маглина у сазвежђу Олтар која се налази на NGC листи објеката дубоког неба.
Деклинација објекта је - 51° 45' 14" а ректасцензија 17h 20m 46,4s. Привидна величина (магнитуда) објекта NGC 6326 износи 10,2 а фотографска магнитуда 12,2. NGC 6326 је још познат и под ознакама PK 338-8.1, ESO 228-PN1, AM 1716-514, CS=13.5.